# 苏州号导弹驱逐舰
“苏州”号导弹驱逐舰（舷号132）简称“苏州”舰，是052D型导弹驱逐舰十六号舰，现服役于中国人民解放军海军东部战区海军驱逐舰第三支队。此舰乃是052D型导弹驱逐舰加长版的第三艘，也是“驱三支”所接收的第二艘052D型导弹驱逐舰。“苏州”舰由江南造船负责建造，排水量较052D基础型增加了500吨，其最大的改进之处就在于更换了可捕捉隐身战机的517C米波反隐身雷达、舰尾直升机甲板拉长约4米，以便直-20上舰、优化舰载指挥系统和数据链系统以适应体系化作战，增加舰首缆孔。

## 服役活动
2022年5月18日，解放军海军132号“苏州”舰与533号“南通”舰、890号“巢湖”舰编为第四十一批护航舰队，从浙江省舟山市起航，赴亚丁湾海域执行护航任务，任务期为2022年6月8日至2022年10月15日，直至2022年11月15日才回港。
2023年6月3日，解放军海军132号“苏州”舰在台湾海峡以高速横切方式拦截美军“钟云”号驱逐舰。当时双方距离不到150码，险些相撞。
2023年6月5日，解放军海军132号“苏州”舰在台湾东部海域航行时与海上自衛隊阿武隈級神通號对峙。

2024年12月5日，解放军海军2艘052D型132号“苏州”舰、134号“绍兴”舰及1艘054A型529号“舟山”舰穿越大隅海峡进入西太平洋。
1. ↑  .   [2023-06-05]. （原始内容存档于2023-12-14）.
2. ↑  .   [2023-06-08]. （原始内容存档于2023-12-14）.